# طالب بن أبي طالب
طالب بن أبي طالب الهاشمي القُرشي، ابن عم النبي محمد، وشقيق علي بن أبي طالب، أبوه أبي طالب سيد بني هاشم بعد أبيه، وأمه الصحابية فاطمة بنت أسد.

## نسبه
هو طالب بن أبي طالب بن عبد المطلب بن هاشم بن عبد مناف بن قصي بن كلاب بن مرة بن كعب بن لؤي بن غالب بن فهر بن مالك بن النضر بن كنانة بن خزيمة بن مدركة بن إلياس بن مضر بن نزار بن معد بن عدنان، وأمه فاطمة بنت أسد، ولا عقب له.

## موقف أهل السنة منه
ذكرت بعض مصادر أهل السنة والجماعة أن طالب أسلم يوم الفتح، وذهبت مصادر أخرى بالقول إلى أن طالب مات كافرًا.

## موقف الشيعة منه
تذكر مصادر الشيعة بأنه ولد في مكة المكرمة سنة 53 ق.هـ، ولما نشأ علي بن أبي طالب وبلغ سن التمييز أصاب أهل مكة جدب شديد وقحط أجحف بذوي المروة وأضر بذوي العيال إلى الغاية، فقال رسول الله لعمه العباس - وكان من أيسر بني هاشم -: «يا عم إن أخاك أبا طالب كثير العيال وقد أصاب الناس ما ترى، فانطلق بنا إلى بيته لنخفف من عياله فتأخذ أنت رجلا واحدا وآخذ أنا رجلا، فنكفلهما عنه»، قال العباس: «أفعل»، فانطلقا حتى أتيا أبا طالب فقالا: «إنا نريد أن نخفف عنك من عيالك حتى ينكشف عن الناس ما هم فيه»، فقال لهما أبو طالب: «إذا تركتما لي عقيلا وطالبا فاصنعا ماشئتما»، فأخذ رسول الله عليا وضمه إليه، وأخذ العباس جعفرا فضمه إليه، فلم يزل علي مع رسول الله حتى بعث الله محمدا نبيا فاتبعه علي وآمن به وصدقه. وقد قيل بأن طالب: كان شاعرًا مجيدًا.
ويعتقد الشيعة بأنه أسلم ولم يُعلن عن إسلامه خوفاً من بطش قريش كأبيه أبي طالب، وروي عن جعفر الصادق أنه قال: لما خرجت قريش إلى بدر وأخرجوا بني عبد المطلب معهم خرج طالب بن أبي طالب فنزل رجازهم وهم يرتجزون ونزل طالب بن أبي طالب يرتجز ويقول:
فقالت قريش: إن هذا ليغلبنا فردوه، وفي رواية أخرى عن جعفر الصادق أنه كان أسلم. واعتبر جعفر مرتضى العاملي أن هذه الرواية مرسلة.

وقال طالب بن أبي طالب في رسول الله هذه الأبيات:
وقيل أيضًا إن هذه الأبيات لطالب بن أبي طالب:
وهناك رأي آخر يقول أنّه ليس لأبي طالب ولد بإسم طالب، بل إنّ اسمه الحقيقي: أبو طالب، وليس عبد مناف.